# 沙特基
沙特基（羅馬化：Shatki）是俄罗斯下诺夫哥罗德州的市级镇、沙特基区行政中心，地处下诺夫哥罗德州南部，位于伏尔加河流域奥卡河一支流乔沙河畔，在州府下诺夫哥罗德南偏东方。R158公路穿过该镇。
该地2021年人口有8,506人；2010年人口9,652；2002年人口9,879；1989年人口9,469。